# Дитя-невидимка
Дитя-невидимка (швед. Det osynliga barnet; также название Невидимое дитя было использовано в русском издании 1990 года) — седьмая книга финской шведоязычной писательницы Туве Янссон из серии о муми-троллях.

## История
В оригинале, на шведском языке, книга новелл была издана в Финляндии в 1962 году, спустя пять лет после публикации предыдущей — «Волшебная зима» (1957). Стиль авторского повествования меняется: новые истории открывают другие черты личности известных по предыдущим книгам героев и даже зачастую меняют представление читателей о них.
В 1962 году книга была переведена на русский язык Л. Брауде, А. Фредерикс и С. Плахтинским.

## Структура
Книга включает в себя девять не связанных между собой историй-сказок о жителях Муми-дола. В рассказе «Дитя-невидимка» рассказывается о Нинни, которая была так сильно запугана своей тёткой, что стала невидимой. Заботу о Нинни Туу-тикки переложила на плечи Муми-мамы, которой предстоит вылечить малышку Нинни от невидимости. В рассказах «Весенняя песня», «Седрик» и «Повесть о последнем в мире драконе» более детально раскрывается характер Снусмумрика. Рассказ «Тайна хатифнаттов» повествует о молодости Муми-папы, которая не была изложена в его личных мемуарах. Рассказы «Страшная история», «Хемуль, который любил тишину» и «Филифьонка, которая верила в катастрофы» написаны про ранее не упоминавшихся жителей Муми-дола.
- Сказка 1 «Весенняя песня»
- Сказка 2 «Страшная история»
- Сказка 3 «Фильфьонка, которая верила в катастрофы»
- Сказка 4 «Повесть о последнем в мире драконе»
- Сказка 5 «Хемуль, который любил тишину»
- Сказка 6 «Дитя-невидимка»
- Сказка 7 «Тайна хатифнаттов»
- Сказка 8 «Седрик»
- Сказка 9 «Ель»